# 秦嬴 (晋国)
秦嬴（?—?），秦国宗女，晋幽公的夫人。
当时，韩国、赵国、魏国势力强大，晋国之地，只有绛和曲沃。晋幽公与妇人私通，被盗贼杀死。《古本竹书纪年》《史记晋世家索隐》记载是夫人秦嬴在高寝之上杀死的晋幽公。《史记·六国年表》称魏国杀死晋幽公。